# Terminator 3: Rise of the Machines (soundtrack)
Terminator 3: Rise of the Machines is de originele soundtrack van de film met dezelfde naam en werd op 24 juni 2003 uitgebracht door Varèse Sarabande.
Het album bevat de originele filmmuziek die gecomponeerd werd door Marco Beltrami. Hiermee nam hij het stokje over van Brad Fiedel die de eerste twee films componeerde en produceerde met elektronische muziek. In het derde deel werd de filmmuziek voorzien van een volledig symfonieorkest, uitgevoerd door de 'Hollywood Studio Symphony' en gedirigeerd door Marco Beltrami en Pete Anthony. Het koor werd gezongen door de 'Hollywood Film chorale' onder leiding van Sally Stevens. Beltrami voegde later ook nog een synthesizer toe, gespeeld door Buck Sanders. Het nummer "The Terminator", het bekende thema uit de eerste film is geschreven door Fiedel en het nummer "I Told You" door Mia Julia Schettino.
Muziek dat niet op het album staat maar wel in de film is gebruikt: "Macho Man" van de Village People, "Dat Funky Man" van William Randolph III, "Sugar" en "Party" van Peter Beckett, "Can't Hide This" van Mega Jeff en "The Current" van de Blue Man Group featuring Gavin Rossdale.

## Nummers
| Nr. | Titel                                                     | Duur |
| --- | --------------------------------------------------------- | ---- |
| 1   | A Day In The Life                                         | 3:41 |
| 2   | Hooked On Multiphonics                                    | 1:49 |
| 3   | Blonde Behind The Wheel                                   | 2:08 |
| 4   | JC Theme                                                  | 3:53 |
| 5   | Starting T1                                               | 1:51 |
| 6   | Hearse Rent A Car                                         | 1;49 |
| 7   | TX's Hot Tail                                             | 3:40 |
| 8   | Graveyard Shootout                                        | 1:32 |
| 9   | More Deep Thoughts                                        | 0:59 |
| 10  | Dual Terminator                                           | 0:51 |
| 11  | Kicked In The Can                                         | 2:03 |
| 12  | Magnetic Personality                                      | 4:35 |
| 13  | Termina-Tricks                                            | 2:13 |
| 14  | Flying Lessons                                            | 0:57 |
| 15  | What Do You Want On Your Tombstone?                       | 1:20 |
| 16  | Terminator Tangle                                         | 3:21 |
| 17  | Radio                                                     | 2:31 |
| 18  | T3                                                        | 3:15 |
| 19  | The Terminator (From The Motion Picture 'The Terminator') | 2:15 |
| 20  | Open To Me – Dillon Dixon                                 | 3:48 |
| 21  | I Told You – Mia Julia                                    | 3:12 |